# БГ Топ Мюзик
БГ Топ Мюзик (или BG TOP Music) е български музикален телевизионен канал. Каналът стартира на 15 септември 2009 г. под името „Pop Core TV“. Каналът е преименуван на „BG TOP Music“ на 22 май 2013. Медията има и собствена звукозаписна компания, която носи същото име. Излъчва се в мрежата на Булсатком до 2020 г.